# جیمز تامکینز
جیمز تامکینز (به انگلیسی: James Tomkins) ورزشکار مرد رشتهٔ روئینگ اهل کشور استرالیا است. وی در بین سال‌های ‎۱۹۹۲ تا ۲۰۰۴ میلادی در مسابقات بازی‌های المپیک تابستانی در مجموع ۴ مدال، شامل ۳ مدال طلا و ۱ برنز را کسب کرد.